# Rakaposhi
De Rakaposhi (Urdu: راکا پہشئ, vertaling: met sneeuw bedekt) is een 7788 meter hoge berg in de Pakistaanse Karakoram. Het is in hoogte de 27e bergtop ter wereld en de 12e in Pakistan.
De Rakaposhi werd voor het eerst beklommen door Mike Banks en Tom Patey, leden van een Brits-Pakistaanse expeditie. Tijdens dezelfde expeditie kwam een andere klimmer om tijdens de afdaling.
De Rakaposhi ligt aan de zuidkant van de Karakoram, pal ten noorden van Gilgit in het dal van de Indus. De berg is onderdeel van het Rakaposhi-Haramoshmassief en is in het oosten verbonden met de Diran (7257 m) en de Haramosh (7390 m).
De zuidelijke en westelijke flanken van de Rakaposhi vallen in de voormalige prinsenstaat Nagar. De berg heeft een grote topografische prominentie en is daarom een duidelijk herkenningspunt in de omliggende dalen. Vanaf de Karakoram Highway in de Hunzavallei in het westen rijst de berg 5800 m over een horizontale afstand van slechts 11 km. De hellingen van de Rakaposhi hebben een beschermde status als community park. Er komen diverse bedreigde diersoorten voor, waaronder het sneeuwluipaard, het marcopoloschaap, de bruine beer en wolven.